# تيرينس جينينغز
تيرينس جينينغز (بالإنجليزية: Terrence Jennings) هو لاعب تايكوندو أمريكي، ولد في 28 يوليو 1986 في مقاطعة أرلنغتون في الولايات المتحدة.

## وصلات خارجية
- تيرينس جينينغز على موقع TaekwondoData.com (الإنجليزية)
- تيرينس جينينغز على موقع أوليمبيديا (الإنجليزية)